# Otto II van Anhalt
Otto II van Anhalt (overleden op 24 juli 1315) was van 1304 tot 1315 de laatste vorst van Anhalt-Aschersleben. Hij behoorde tot het huis Ascaniërs.

## Levensloop
Otto II was de enige zoon van vorst Otto I van Anhalt-Aschersleben en Hedwig van Silezië, dochter van hertog Hendrik III van Silezië. Na het overlijden van zijn vader in 1304 werd hij vorst van Anhalt-Aschersleben.
Otto nam deel aan verschillende politieke vetes. Zo steunde hij in 1307 het huis Wettin. Nadat hij jarenlang nauwe relaties met zijn neef, markgraaf Waldemar van Brandenburg-Stendal, had, brak Otto met hem en werd hij kort voor zijn dood de vazal van koning Erik VI van Denemarken. In 1315 overleed Otto II zonder mannelijke nakomelingen na te laten, waarmee de mannelijke lijn van de linie Anhalt-Aschersleben van het huis Ascaniërs was uitgestorven.
Na zijn dood werd het vorstendom Anhalt-Aschersleben ingenomen door het bisdom Halberstadt, als betaling van de schulden die Otto II nog bij het bisdom had. De belangrijkste vorst van Anhalt, vorst Bernhard II van Anhalt-Bernburg, aanvaardde de claims van het bisdom Halberstadt en in december 1316 werd dit in een verdrag vastgesteld. De rechten van het vorstendom Anhalt-Aschersleben werden echter nog eeuwenlang betwist en uiteindelijk ging het vorstendom in 1648 naar het markgraafschap Brandenburg.

## Huwelijk en nakomelingen
Op 24 augustus 1309 huwde Otto II met Elisabeth (overleden na 1347), dochter van Frederik Clem, de jongste zoon van markgraaf Hendrik III van Meißen. Ze kregen twee dochters:
- Catharina (overleden voor 1369), huwde in 1328 met graaf Herman VI van Orlamünde.
- Elisabeth (overleden in 1317/1319)